# Jinzhousaurus
Jinzhousaurus („ještěr z Jinzhou“) byl rodem středně velkého hadrosauroidního dinosaura, žijícího v období spodní křídy (asi před 122 miliony let) na území dnešní Číny (souvrství Yixian, provincie Liao-ning). Typový druh J. yangi byl popsán čínskými paleontology v roce 2001.

## Popis
Tento vývojově primitivní hadrosauroid dosahoval délky asi 5 metrů a hmotnosti 600 kg. Délka jeho lebky činila asi 50 cm. Podle Thomase R. Holtze, Jr. však dosahoval tento dinosaurus délky až 10 metrů. Holotyp s označením IVPP V12691 byl objeven jako stlačená kosterní fosilie na desce. Jinzhousaurus vykazuje směs primitivních i odvozených vývojových znaků.